# Léonide Moguy

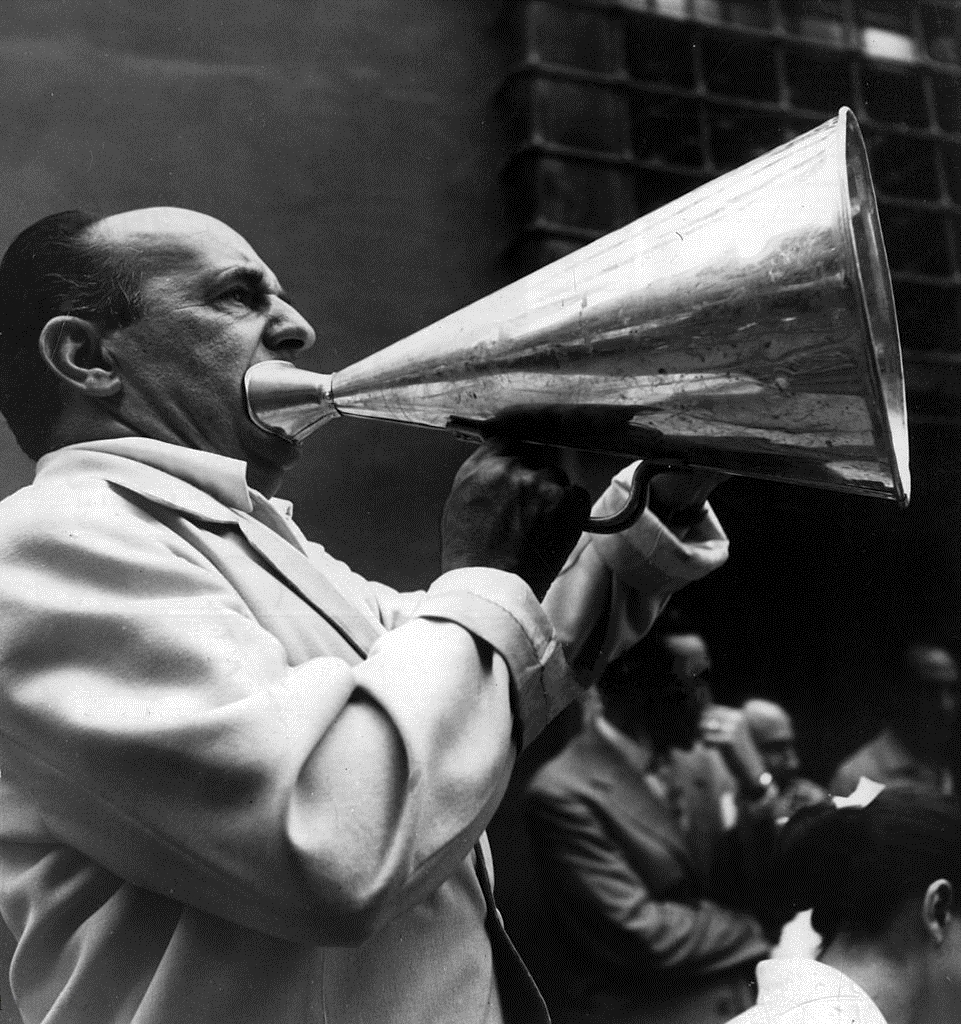
Moguy en el rodaje de Domani è un altro giorno de 1950.

Léonide Moguy (nombre de nacimiento, Leonid Mogilevsky, Леонид Могилевский; San Petersburgo, 14 de julio de 1899 – París , 21 de abril de 1976) fue un director de cine, guionista y editor de cine francés de origen ruso. Vivió en Rusia hasta 1928, en los Estados Unidos en la década de los 40 y en Italia desde 1949 hasta su muerte. Estuvo activo en el cine entre 1936 y 1961. Su trabajo ha influido en el director estadounidense Quentin Tarantino, que le descubrió mientras escribía el guion de Inglourious Basterds, y nombró un personaje por él en Django Unchained.

## Biografía
Nació en San Petersburgo y trabajó en películas técnicas y cortometrajes informativos para el gobierno soviético. En 1928 organizó el Laboratorio de Cine Científico y Experimental en el que participaron muchos directores soviéticos. Ese mismo año se trasladó a Francia junto con una delegación soviética para estudiar el nuevo cine sonoro pero ya no regresó. En Francia adoptó el seudónimo Leonid Mogi y se labró una reputación de "médico de teatro" como montador de películas. Comenzó a dirigir y tuvo éxito con Le mioche.
Moguy marchó a Hollywood en 1940. Hizo la película Paris After Dark (1943) para la 20th Century Fox. Trabajaba para la Fox cuando fue a la RKO Pictures para realizar Aventura en Arabia (Action in Arabia).
Fue obligado a continuar Arabia con Experiment Perilous con Paul Henreid para la RKO pero la película no se hizo. En su lugar rodó Señal de parada (Whistle Stop) para United Artists. "No hice las películas que querría haber hecho", diría sobre esta época.
Moguy volvió a Francia donde rodó Bethsabee (1947). En el mismo 1947 anunció que dirigiría la primera coproducción belga-hollywoodiense, New York's Origin, una historia sobre los refugiados belgas que se establecieron en Nueva York. El film no se realizó. En su lugar, fue a Italia e hizo Domani è troppo tardi (1950) donde presentó a Pier Angeli. Volvieron a trabajar juntos en Domani è un altro giorno (1951). Posteriormente hizo Cento piccole mamme (1952), Les enfants de l'amour (1953), Le Long des trottoirs (1956), Donnez-moi ma chance (1957) y su último film Les hommes veulent vivre (1961).

## Vida personal
Uno de las primeras parejas de Moguy fue el diseñador de moda Jacques Fath, que como actor apareció en una primera película francesa de Moguy.

## Filmografía
Como director
- Au Village[12] (1930)
- Le Mioche (1936)
- Prisión sin rejas (Prison sans barreaux) (1938)
- Conflit (1938)
- Le Déserteur (1939)
- L'Empreinte du dieu (1940)
- Paris After Dark (1943)
- Aventura en Arabia (Action in Arabia) (1944)
- Señal de parada (Whistle Stop) (1946)
- Betsabé (Bethsabée) (1947)
- Mañana será tarde (Domani è troppo tardi) (1950)
- Mañana será otro día (Domani è un altro giorno) (1951)
- Los hijos del amor (Les Enfants de l'amour) (1953)
- Le Long des trottoirs (1956)
- Dame una oportunidad (Donnez-moi ma chance) (1957)
- Acabo de matar a un hombre (Les hommes veulent vivre) (1961)

## Premios y distinciones
Festival Internacional de Cine de Venecia
| Año  | Categoría                      | Galardonado       | Resultado |
| ---- | ------------------------------ | ----------------- | --------- |
| 1950 | Premio Mejor película italiana | Mañana será tarde | Ganador   |